# Jan Janssen
Pour les articles homonymes, voir Janssen.

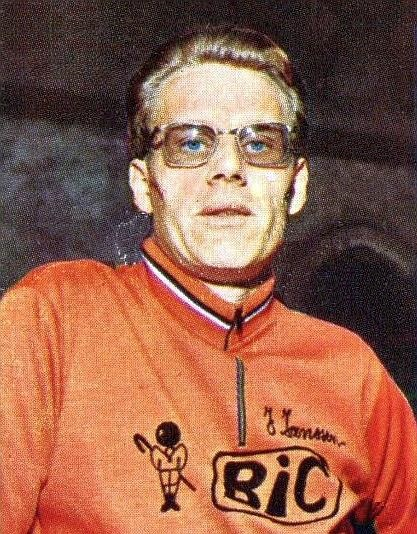
Jan Janssen en 1969.

Johannes Adrianus Janssen, dit Jan Janssen, né le 19 mai 1940 à Nootdorp, est un coureur cycliste néerlandais. Il est coureur professionnel entre 1962 et 1972.
Son plus grand exploit reste sa victoire dans le Tour de France en 1968 pour 38 secondes. En effet, il dépossède le Belge Herman Van Springel, pourtant favori, du maillot jaune le dernier jour, lors du contre-la-montre individuel entre Melun et Paris. Il est également champion du monde sur route en 1964 et a remporté le Tour d'Espagne 1967, Paris-Roubaix la même année et Bordeaux-Paris en 1966.

## Repères biographiques
Jan Janssen naît le 19 mai 1940 à Nootdorp près de Delft. Il a eu trois frères, dont un jumeau et deux sœurs. Il s'est marié le 8 janvier 1964 avec Cora Lakens. Ils ont eu une fille Karin et deux garçons Jan et Pierre.

## Carrière cycliste

### Jeunesse
Il pratique d'abord le patinage de vitesse ainsi que le football. Émerveillé par l'ambiance d'une course cycliste organisée sur l'hippodrome de Nootdorp, il se prend de passion pour ce sport. Il fait alors quotidiennement deux allers-retours pour se rendre au collège technique de La Haye, puis son père lui offre un véritable vélo de course à la suite de ses brillants résultats scolaires.
À 15 ans, en 1955, il débute en compétition. Il remporte huit victoires en 1956 chez les aspirants puis huit en 1957 et quatorze en 1958 chez les débutants.
En 1962, il brille sur les routes du Tour de l'Avenir, y remportant trois étapes et finissant 3e au classement général. Pendant la course, Maurice de Muer propose de l'engager pour l'année suivante dans l'équipe Pelforth. Il donne son accord, ayant cru la somme proposée en florins alors qu'elle était en francs.

### Carrière professionnelle

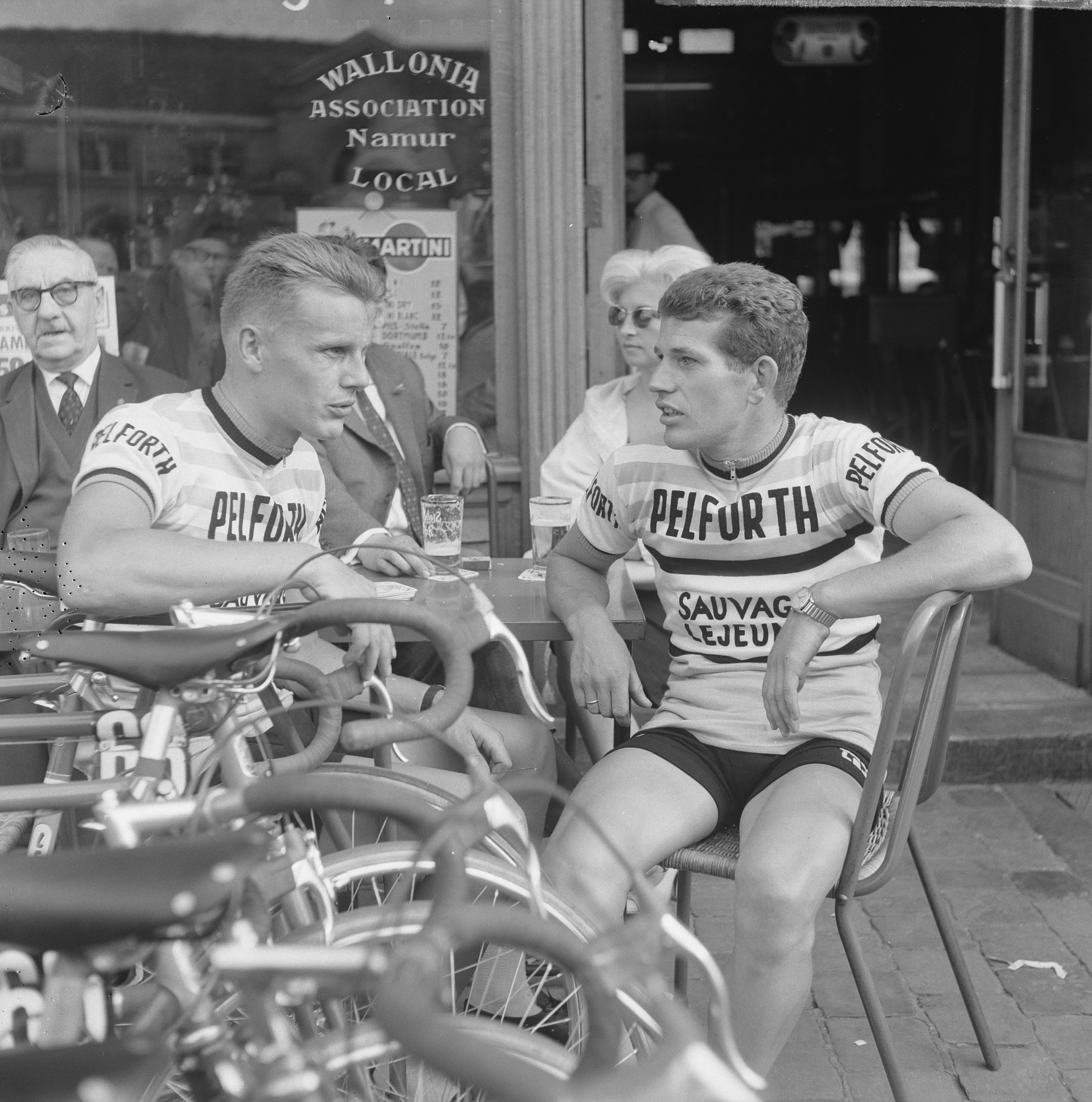
Jan Janssen et Dick Enthoven lors de la 5e étape du Tour de France 1963.

Passé professionnel en 1963, il commence par se classer troisième de son premier Paris-Roubaix et deuxième de la Flèche wallonne. Il est deuxième également du Midi-Libre avec deux étapes à la clé.
Dans son premier Tour de France, après avoir gagné une étape à Limoges, il chute dans la descente de l’Aubisque et se fracture le fémur.
1964 sera une grande année pour Jan Janssen, avec tout d'abord une victoire dans Paris-Nice (classement général et classement par points) ainsi qu'une nouvelle deuxième place sur la Flèche wallonne. Il revient sur le Tour de France, y remporte deux succès d'étape et le maillot vert. Enfin, il conquiert le maillot arc-en ciel de champion du monde sur le circuit de Sallanches.
L'année suivante, il remporte encore le maillot vert du Tour de France (9e au général).
En 1966, il remporte Bordeaux-Paris et termine second de Paris-Roubaix. Sur le Tour de France, sa progression continue : 2e, porteur du maillot jaune dans la 16e étape, il est surpris par Lucien Aimar dans une descente en direction de Turin.
Au printemps 1967, il enlève Paris-Roubaix au terme d'un sprint royal devant Altig, Van Looy et Merckx puis remporte le Tour d'Espagne (classement général et classement aux points). Bien décidé à triompher un jour dans le Tour de France, c'est encore le maillot vert qu'il conquiert cette année-là. Il est ensuite second du championnat du monde à Heerlen, aux Pays-Bas, devancé de dix centimètres au sprint par Eddy Merckx. Vainqueur de Paris-Luxembourg, il s'adjuge à l'issue de cette saison le Super Prestige Pernod qui récompense le cycliste no 1 de la saison.
En 1968, le Tour de France se court pour la dernière fois selon la formule des équipes nationales. Jan Janssen réussit à imposer l'ancien cycliste Ab Geldermans au poste de directeur sportif de cette équipe néerlandaise qui terminera à Paris avec seulement quatre éléments. Au matin de la dernière étape, il compte 16 secondes de retard sur le Belge Van Springel, les quatre premiers du classement général étant classés dans la même minute. Il se surpasse dans le contre-la-montre Melun-Paris de 55 kilomètres et pour 38 secondes, il arrache in-extremis le Tour de France.
Ce 21 juillet, jour de fête nationale belge, une véritable liesse néerlandaise envahit La Cipale, piste municipale du bois de Vincennes, Jan Janssen apportant aux Pays-Bas leur première victoire dans le Tour de France. Comme Jean Robic en 1947, il sera le vainqueur du dernier jour, sans avoir porté le maillot jaune une seule journée lors de cette édition.
Il se classe ensuite 2e de Bordeaux-Paris en 1969 et 3e de Paris-Nice en 1970. Sachant toujours se surpasser lorsque l'enjeu est important, sa rage de vaincre lui vaut une alerte sérieuse dans le final de Paris-Tours 1970 lorsqu'échappé dans les derniers kilomètres, il s'effondre vide de forces.
Rouleur et sprinteur, Jan Janssen savait souffrir et se révéla capable de très bien grimper en montagne.
Sa silhouette d'universitaire et ses lunettes lui ont valu le surnom de « Professeur ».

### Dopage
Il est contrôlé positif à trois reprises. En 1962, aux Championnats des Pays-Bas amateurs (sprint), il écope d'un mois de suspension. Lors de Paris-Nice 1969, il est contrôlé positif et un constat de carence est établi à son encontre. Il est encore contrôlé positif lors du Tour de Luxembourg 1972.

### Après-carrière
Il se retire du peloton à la fin de la saison 1972.
Parfaitement francophone, il a longtemps été plus populaire en France que dans son propre pays. Il a en effet effectué la quasi-totalité de sa carrière au sein d'équipes professionnelles françaises : Pelforth 6 ans et Bic 3 ans.
L'usine de cycles Jan Janssen Fietsen, située à Hoogerheide, vendue puis rachetée à la firme Union, est désormais dirigée par ses deux fils.
Chaque année, la Jan Janssen Classic, se déroule à Wageningen.
Jan Janssen a été le parrain du Grand Départ du Tour en 2010 à Rotterdam puis en 2015 à Utrecht.
Lors du départ du Tour à Utrecht en juillet 2015, il a reçu la Légion d'Honneur des mains d’Emmanuel Macron, alors ministre des Finances.
Son petit-fils Steven Théolier est membre de l'équipe de France masculine de ski alpin.

## Palmarès

### Palmarès amateur
| - 1959 - Ronde van Zuid-Holland - 7eb étape du Tour de RDA - 2e du Tour d'Overijssel - 2e de Reinscheid-Lüttringhausen - 3e du championnat de la Hollande du Sud - 1960 - Tour d'Overijssel - Ronde van Gelderland - Ronde van Midden-Nederland - 2e du Tour de Hollande-Septentrionale - 3e du Tour de Frise - 3e du Grand Prix de la Solitude - 1961 - Champion de Hollande-Méridionale - Ronde van Noord-Holland - Tour du Limbourg - 13e étape du Tour de l'Avenir - 7e du championnat du monde sur route amateurs - 9e du Tour de l'Avenir | - 1962 - Ronde van Zuid-Holland - 4e étape de l'Olympia's Tour - 1re, 4e et 7e étapes du Tour de l'Avenir - 2e du Tour des Flandres des indépendants - 3e de l'Olympia's Tour - 3e du Tour de l'Avenir |  |

### Palmarès professionnel
| - 1962 - Championnat de Zurich - 2e du GP Bad Schwalbach - 1963 - 3ea étape du Tour de Belgique - 3e et 6e étapes du Grand Prix du Midi libre - 7e étape du Tour de France - 1reb étape du Tour de l'Oise et de la Somme - 2e de la Flèche wallonne - 2e du Grand Prix du Midi libre - 2e du Circuit de Flandre orientale - 3e de Paris-Roubaix - 3e du Week-end ardennais - 7e du championnat du monde sur route - 9e de Liège-Bastogne-Liège - 1964 - Champion du monde sur route - Classement général de Paris-Nice - Tour de France : - Classement par points - 7e et 10ea étapes - 2e du Super Prestige Pernod - 2e de la Flèche wallonne - 3e de Paris-Camembert - 3e du Grand Prix du Parisien (avec Joseph Groussard et Ludo Janssens) - 6e de Paris-Bruxelles - 6e de Paris-Luxembourg - 7e du Tour de Lombardie - 8e de Paris-Roubaix - 8e de Paris-Tours - 1965 - Six Jours d'Anvers (avec Peter Post et Klaus Bugdahl) - 3ea étape de Paris-Nice - 4ea étape du Circuit du Provençal - Tour des Pays-Bas : - Classement général - 3e étape - 7ea étape du Critérium du Dauphiné libéré - 1re étape du Grand Prix du Midi libre - Tour de France : - Classement par points - 12e étape - Grand Prix du Parisien (avec Henri Anglade et Willy Monty) - 2e du Circuit du Provençal - 5e de Paris-Nice - 6e de Milan-San Remo - 7e de Paris-Tours - 9e du Tour de France - 1966 - Six Jours d'Anvers (avec Peter Post et Fritz Pfenninger) - Flèche brabançonne - Bordeaux-Paris - Grand Prix des Pays-Bas : - Classement général - 1re étape (contre-la-montre par équipes) - 2e de Paris-Roubaix - 2e des Quatre Jours de Dunkerque - 2e du Tour de France - 3e des Six Jours d'Amsterdam (avec Patrick Sercu) - 4e de la Flèche wallonne - 4e de Paris-Tours - 4e du Super Prestige Pernod - 9e du Tour de Lombardie - 1967 - Super Prestige Pernod - Gênes-Nice - Paris-Roubaix - Tour d'Espagne : - Classement général - Classement par points - 1reb étape (contre-la-montre) - Tour de France - Classement par points - 13e étape - 4eb, 6e et 7ea étapes du Tour de Catalogne - Paris-Luxembourg : - Classement général - 1re étape - Six Jours d'Anvers (avec Peter Post et Fritz Pfenninger) - Six Jours de Madrid (avec Gérard Koel) - 2e de Gand-Wevelgem - Médaillé d'argent du championnat du monde sur route - 3e du Trofeo Laigueglia - 3e du Tour de l'Hérault - 3e du Tour de Belgique - 5e du Tour de France - 9e du Tour des Flandres - 10e du Tour de Lombardie | - 1968 - 5e étape de Paris-Nice - Tour d'Espagne : - Classement par points - 1rea et 1reb (contre-la-montre) étapes - 5e étape du Tour de Majorque - Tour de France : - Classement général - 14e et 22eb (contre-la-montre) étapes - Six jours d'Amsterdam (avec Klaus Bugdahl) - 3e des Six Jours d'Anvers (avec Klaus Bugdahl et Patrick Sercu) - 3e du Tour des Flandres - 3e de la Flèche wallonne - 4e du Tour de Lombardie - 4e du Super Prestige Pernod - 5e de Paris-Nice - 6e du Tour d'Espagne - 8e de Paris-Roubaix - 1969 - 5eb étape de Paris-Nice - Tour de Majorque : - Classement général - 2ea étape - 2e étape du Critérium du Dauphiné libéré - Grand Prix d'Isbergues - Grote Prijs Dr. Eugeen Roggeman - 2e de Bordeaux-Paris - 6e de Paris-Nice - 7e de Milan-San Remo - 9e des Quatre Jours de Dunkerque - 9e du Tour de Lombardie - 10e du Tour de France - 10e du Tour de Suisse - 1970 - Grand Prix de Menton - 6e étape de Paris-Nice - 3ea étape du Tour du Pays basque - 2e étape du Grand Prix du Midi libre - 3e de Paris-Nice - 7e de Paris-Roubaix - 8e du Tour des Flandres - 9e du Critérium du Dauphiné libéré - 1971 - 5eb étape du Tour de la Nouvelle-France - 3e des Six Jours de Montréal (avec Gérard Koel) - 4e de Paris-Roubaix - 6e du Tour des Flandres - 6e du Tour de la Nouvelle-France - 1972 - 2e étape du Tour de Luxembourg - 3e de la Flèche halloise - 10e du Rund um den Henninger Turm |  |

### Résultats sur les grands tours

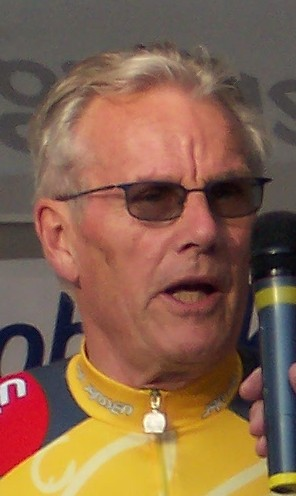
Jan Janssen en 2005

#### Tour de France
8 participations
- 1963 : abandon (10e étape), vainqueur de la 7e étape
- 1964 : 24e,  vainqueur du classement par points, vainqueur des 7e et 10ea étapes
- 1965 : 9e,  vainqueur du classement par points, vainqueur de la 12e étape
- 1966 : 2e,  maillot jaune pendant 1 jour
- 1967 : 5e,  vainqueur du classement par points, vainqueur de la 13e étape
- 1968 :  Vainqueur du classement général, vainqueur des 14e et 22eb (contre-la-montre) étapes
- 1969 : 10e
- 1970 : 26e

#### Tour d'Espagne
2 participations
- 1967 :  Vainqueur du classement général,  vainqueur du classement par points, vainqueur de la 1reb étape (contre-la-montre),  pendant 3 jours
- 1968 : 6e,  vainqueur du classement par points, vainqueur des 1rea et 1reb (contre-la-montre) étapes,  pendant 2 jours

## Distinctions
En 2002, Jan Janssen fait partie des coureurs retenus dans le Hall of Fame de l'Union cycliste internationale.
- Cycliste espoir néerlandais de l'année : 1963
- Cycliste néerlandais de l'année : 1964, 1965, 1966, 1967 et 1968
- Sportif néerlandais de l'année : 1968